# Plan de pensiones
Los planes de pensiones son un vehículo de ahorro-inversión dirigido a cubrir unas contingencias determinadas, de ahí su falta de liquidez, su principal diferencia entre otras, frente a otros productos financieros.
Los planes de pensiones definen:
1. el derecho de las personas a cuyo favor se constituyen estos planes (los beneficiarios) a percibir rentas o capitales por jubilación, supervivencia, viudedad, existencia, orfandad o invalidez,
2. las obligaciones de contribuir a los mismos,
3. y en la medida que lo permita la ley, las reglas de constitución y funcionamiento del patrimonio destinado al cumplimiento de los derechos establecidos en el plan.

Los fondos de pensiones son patrimonios creados al exclusivo objeto de dar cumplimiento a planes de pensiones.
Un fondo de pensiones es un patrimonio separado sin personalidad jurídica y que cede su gestión a una tercera entidad, llamada Entidad Gestora de Fondos de Pensiones (E.G.F.P.). Las Entidades Gestoras de Fondos de Pensiones son las únicas sociedades mercantiles con el objeto exclusivo de gestionar y administrar Fondos de Pensiones. Su creación y actividad está supervisada por la Dirección General de Seguros y Fondos de Pensiones (DGS). Es importante señalar que las compañías de Seguros que están autorizadas a operar en el ramo de Vida y cumplen una serie de requisitos contemplados en la normativa, no necesitan crear una E.G.F.P. para administrar Fondos de Pensiones.
Las Entidades Gestoras cobran una comisión de gestión que no puede superar el 1,5% anual del valor de las cuentas de posición a las que deberán imputarse.
Además los Fondos de Pensiones necesitan una Entidad Depositaria de Fondos de Pensiones cuya función básica es la custodia y depósito de los valores mobiliarios y demás activos financieros integrados en el Fondo.
La comisión de depósito no puede superar el 0,25% del valor efectivo del patrimonio del Fondo. Dependiendo del número de Planes que estén adscritos a un mismo Fondo de Pensiones estaremos ante un Fondo de Pensiones Uniplan o Multiplan.
La rentabilidad de los planes de pensiones directos o a través de fondos debe, al menos, ser igual al incremento del IPC para compensar su existencia. Cuando la rentabilidad es menor se produce una pérdida de ahorro y debe tenerse en cuenta a la horar de la jubilación o recuperación del plan de pensiones.

## Modalidades

### Según los sujetos constituyentes o entidad promotora
Los planes de pensiones se encuadrarán en una de las siguientes modalidades:

#### Sistema de empleo
Son aquellos en los que el promotor es una empresa y los partícipes son exclusivamente los trabajadores de esa empresa. En el ámbito de empresa también es válido el empresario individual. Dentro de los Planes del Sistema de Empleo existe una modalidad conocida como los Planes de Promoción Conjunta en los que la característica diferenciadora es que el promotor no es una empresa sola sino varias empresas. Esta modalidad viene a cubrir sobre todo la particularidad de las PYMES, ya que permite simplificar y ahorrar gastos a la hora de que una PYME quiera tener un plan de pensiones para sus trabajadores. La Administración pretende hacer de esta manera atractiva la implantación de la previsión social complementaria en el tejido empresarial más importante de la economía española y que más empleados tiene.

#### Sistema asociado
Corresponde a planes cuyo promotor o promotores sean cualesquiera asociaciones o sindicatos siendo los partícipes sus asociados, miembros o afiliados.

#### Sistema individual
Aquellos cuyo promotor son una o varias entidades de carácter financiero y cuyos partícipes son cualesquiera personas físicas.

### Según las obligaciones estipuladas
Los Planes de Pensiones se ajustarán a las modalidades siguientes:
- Planes de aportación definida, son planes en los que queda determinado la aportación que se va a hacer a los mismos y la cuantía de las prestaciones no es conocida hasta la fecha que se produce la contingencia (jubilación, fallecimiento o invalidez).
- Planes de prestación definida, son planes en los se conoce de antemano la prestación que se va a recibir, por lo que quedan como incógnitas las aportaciones que sean necesarias para llegar a tal fin.
- Planes mixtos, donde se producen las circunstancias anteriores 1) y 2) simultáneamente. Por ejemplo, es típico el plan de sistema de empleo donde la contingencia de jubilación es un compromiso de aportación definida, pero sin embargo las prestaciones en caso de fallecimiento o invalidez están predeterminadas de antemano, es decir, son una prestación definida.

Sólo los planes del sistema de empleo y los del sistema asociado podrán ser de cualquiera de las tres categorías anteriores. pero los planes del sistema individual sólo pueden ser de aportación definida.

## Elementos personales de un plan de pensiones
Los elementos personales de un Plan de Pensiones son:
1. Promotor del Plan: cualquier entidad, corporación, sociedad, empresa, asociación, sindicato o colectivo de cualquier clase que insten a su creación o participen en su desenvolvimiento.
2. Partícipes: las personas físicas en cuyo interés se crea el plan, con independencia de que realicen aportaciones o no.
3. Beneficiarios: personas físicas con derecho a la percepción de prestaciones.

Los sujetos constituyentes de un Plan de Pensiones son el Promotor y los Partícipes.

## Regulación de la Unión Europea
Directiva 2003/41/CE del Parlamento Europeo y del Consejo, de 3 de junio de 2003, relativa a las actividades y supervisión de los fondos de pensiones de empleo.

### Regulación en España
Los Planes y Fondos de Pensiones comienzan en España con la Ley 8/1987 de 8 de junio y la última versión del Reglamento Real Decreto 304/2004 de 20 de febrero, de Regulación de los Planes y Fondos de Pensiones. Esta Ley vino a ordenar una figura que no estaba regulada específicamente en el ordenamiento jurídico español, así cubrió un vacío importante en el sistema financiero español.
En el Consejo de Ministros de 29/11/2002 se aprobó el Real Decreto Legislativo conteniendo el Texto Refundido de la Ley de Regulación de los Planes y Fondos de Pensiones, y el 24/02/2004 el Reglamento que desarrolla la Ley. Este texto refundido vendría a aclarar, simplificar y sustituir la anterior legislación dispersa sobre Planes de Pensiones.
Ley 22/2014, de 12 de noviembre, por la que se regulan las entidades de capital-riesgo, otras entidades de inversión colectiva de tipo cerrado y las sociedades gestoras de entidades de inversión colectiva de tipo cerrado, y por la que se modifica la Ley 35/2003, de 4 de noviembre, de Instituciones de Inversión Colectiva. Disposición final segunda: Modificación del Texto Refundido de la Ley de Regulación de los Planes y Fondos de Pensiones, aprobado por el Real Decreto Legislativo 1/2002. Se incluyen asimismo los requisitos para la trasposición de la Directiva 2013/14/UE del Parlamento Europeo y del Consejo, de 21 de mayo de 2013, que modifica la Directiva 2003/41/CE, relativa a las actividades y la supervisión de fondos de pensiones de empleo de 29 de noviembre.

#### Principios básicos
El artículo 5º de la Ley (desarrollado en la sección 2.ª del capítulo primero del Reglamento), recoge los principios básicos de los Planes de Pensiones, cada uno de los cuales deberán cumplir los planes de pensiones:

##### No discriminación
Se habrá de garantizar el acceso como partícipe de un plan a cualquier persona física que reúna las condiciones de adhesión.
Este principio es muy importante en el caso de los Planes de Pensiones del Sistema de Empleo ya que implica que todos los trabajadores de una empresa que monte un Plan de Pensiones deben estar considerados. Aunque esto no implica que no se puedan realizar diferenciación de las aportaciones, podrán crearse diferentes colectivos dentro de una empresa que tengan diferentes aportaciones.
En los planes del Sistema Asociado todos los asociados de la entidad o entidades promotoras puedan acceder al plan en igualdad de condiciones y derechos.
En los planes del sistema individual será no discriminatorio cuando cualquier persona que manifieste voluntad de adhesión y tenga capacidad de obligarse pueda hacerlo en los términos contractuales estipulados para cualquiera de los miembros adheridos.

##### Capitalización
Los planes de pensiones se instrumentarán mediante sistemas financieros y actuariales que permitan una equivalencia entre las aportaciones y las prestaciones futuras a los beneficiarios.

##### Irrevocabilidad de aportaciones
Las aportaciones del promotor de los Planes de Pensiones tendrán el carácter de irrevocables.

##### Atribución de derechos
Las aportaciones de los partícipes a los planes de pensiones determinan para los citados partícipes los derechos recogidos en el artículo 8 de la Ley de Planes y Fondos Pensiones. Estos derechos dependerán del tipo de obligaciones estipuladas en el Plan de Pensiones:
- a. Aportación Definida: los derechos consolidados de los partícipes serán determinados por la cuota o parte que le corresponda a cada partícipe, la cual será determinada en función de las aportaciones, rendimientos y gastos.
- b. Prestación Definida: los derechos consolidados del partícipe vendrá determinada por la reserva que le corresponda de acuerdo al sistema actuarial utilizado.
- c. "Mixtos": Aportación y prestación definidas de antemano.

##### Integración obligatoria en un fondo de pensiones
En los términos fijados por la Ley, es obligatoria la integración en un fondo de pensiones de las contribuciones económicas a que los promotores y partícipes estuvieran obligados y cualesquiera otros bienes adscritos a un Plan.

#### Contingencias cubiertas y prestaciones
Los Planes de Pensiones son instrumentos financieros con un fin determinado: ahorrar para la jubilación; de esta manera una de sus principales características diferenciadoras frente a otros productos de inversión es la falta de liquidez. No se podrá disponer del ahorro salvo en los supuestos previstos. En este apartado vamos a tratar justamente cuándo se puede cobrar y cómo. Se podrá disponer de los ahorros de nuestro Plan de Pensiones cuando se produzcan una de las siguientes contingencias:
1. Jubilación: para la determinación de ésta se atenderá a lo previsto en el Régimen de la Seguridad Social correspondiente al partícipe en cuestión. Ahora bien, cuando no sea posible el acceso del partícipe a la jubilación, porque por ejemplo el partícipe no trabaje, se entenderá producida a partir de la edad ordinaria del Régimen General de la Seguridad Social (65 años). También hay que señalar que las especificaciones del plan de pensiones podrán prever el pago de la prestación de jubilación en caso de que el partícipe, cualquiera que sea su edad, extinga su relación laboral y pase a situación legal de desempleo a consecuencia de un expediente de regulación de empleo aprobado por la autoridad laboral.
2. Incapacidad laboral total y permanente para la profesión habitual o absoluta y permanente para todo trabajo, y la gran invalidez, determinadas conforme al Régimen correspondiente de Seguridad Social.
3. Muerte del partícipe o beneficiario: que puede generar derecho a prestaciones de viudedad, orfandad o a favor de otros herederos o personas designadas.
4. Dependencia severa o gran dependencia del partícipe regulada en la Ley de promoción y atención a las personas en situación de dependencia.

##### Supuestos excepcionales de liquidez
1. Desempleo de larga duración: Tendrá la consideración de desempleo de larga duración la situación legal de desempleo del partícipe siempre que estando inscrito en el Instituto Nacional de Empleo u organismo público competente, como demandante de empleo, no perciba prestaciones por desempleo en su nivel contributivo, salvo que deba calificarse como situación asimilable a jubilación. Con el fin de facilitar la liquidez de los planes de pensiones en el supuesto de desempleo de larga duración, el Real Decreto 1299/2009, de 31 de julio, suprime la exigencia de hallarse durante 12 meses continuados en situación legal de desempleo
2. Enfermedad grave

El Real Decreto considera enfermedad grave a estos efectos, siempre que pueda acreditarse mediante certificado médico de los servicios competentes de las entidades sanitarias de la Seguridad Social (o entidades concertadas):
Cualquier dolencia o lesión física o psíquica que incapacite temporalmente para la ocupación o actividad habitual de la persona durante un período continuado mínimo de tres meses, y que requiera intervención clínica de cirugía mayor en un centro hospitalario o tratamiento en el mismo. Cualquier dolencia o lesión física o psíquica con secuelas permanentes que limiten parcialmente o impidan totalmente la ocupación o actividad habitual de la persona afectada, o la incapaciten para la realización de cualquier ocupación o actividad, requiera o no, en este caso, asistencia de otras personas para las actividades más esenciales de la vida humana.
Los supuestos anteriores se reputarán enfermedad grave en tanto no den lugar a la percepción por el partícipe de una prestación por incapacidad permanente en cualquiera de sus grados, conforme al Régimen de la Seguridad Social y, siempre que supongan para el partícipe una disminución de su renta disponible por aumento de gastos o reducción de ingresos.

##### Inversiones de los fondos de pensiones
Los Fondos de Pensiones deben invertir con criterios de seguridad, rentabilidad, diversificación y congruencia de plazos a sus finalidades. La normativa impone una serie de limitaciones cuantitativas a las inversiones de los Fondos de Pensiones:
1. El 70% de los activos del Fondo de Pensiones tienen que estar invertidos en:
  1. Activos financieros contratados en mercados organizados y de funcionamiento regular abierto al público o al menos a las Entidades financieras
  2. Créditos con garantía hipotecaria
  3. Inmuebles
2. El coeficiente mínimo de liquidez dependerá de las necesidades del fondo en cada momento.
3. La inversión máxima del 5% en valor nominal de los títulos en circulación emitidos o avalados por una misma entidad. Nunca podrán representar más de un 10% del total de los activos financieros integrados en el fondo. Estos porcentajes de diversificación no son aplicables a los activos o títulos emitidos o avalados por el Estado o sus organismos autónomos, por las comunidades autónomas, corporaciones locales o por administraciones públicas equivalentes de Estados pertenecientes a la OCDE, o por las instituciones u organismos internacionales de los que España sea miembro y por aquellos otros que así resulte de compromisos internacionales que España pueda asumir. En el sector se espera que de esta limitación se excepcione también a las participaciones en Fondos de Inversión y similares, aunque en la actualidad están afectados por éste.

Además de las anteriores restricciones, la normativa prohíbe a los Fondos de Pensiones endeudarse; así las obligaciones frente a terceros de un Fondo de Pensiones no podrán exceder en ningún caso del 5% del activo del fondo salvo por:
- débitos contraídos en la adquisición de activos hasta la liquidación
- obligaciones frente a beneficiarios y partícipes

#### Formas de Rescate
Existen tres formas de rescatar los derechos consolidados de los Planes de Pensiones: en forma de capital, en forma de renta y en forma mixta (combinación de las dos anteriores).
- Rescate en forma de capital: Esta opción consiste en recuperar todos los derechos consolidados en un solo pago. Todas las aportaciones realizadas hasta el 31 de diciembre de 2006 tienen una reducción fiscal del 40%; las realizadas posteriormente, no tienen ningún tipo de reducción. Como el cobro se realiza de una sola vez, el partícipe ese año asumirá una gran carga fiscal, pudiendo llegar al tramo máximo del 43% para cantidades importantes.
- Rescate en forma de renta: Esta opción consiste en recuperar todos los derechos consolidados en pagos diferidos mediante la constitución de un seguro de rentas. El impacto fiscal no es tan fuerte como en el caso de rescate en forma de capital, ya que el partícipe sólo tributará ese año por el importe recibido. El resto de los años seguirá tributando al tipo pertinente hasta la finalización de la renta.
- Rescate en forma mixta: Consiste en combinar las dos anteriores, rescatando una parte en forma de capital y la otra en forma de renta.

#### Movilización o traspaso de derechos consolidados
En los planes del sistema individual y asociado podrán movilizarse a otro plan o planes de pensiones, a Planes de Previsión Asegurados o a Planes de Previsión Empresariales por decisión unilateral del partícipe o por pérdida de la condición de asociado de la entidad promotora. En estos momentos la Dirección General de Seguros obliga a que estos traspasos se hagan en un plazo máximo de 7 días hábiles entre gestoras y 3 días hábiles dentro de la misma gestora y sin coste.
Los derechos económicos de los beneficiarios de planes del sistema individual y asociado podrán movilizarse a otros planes a petición del beneficiario, siempre y cuando las condiciones de garantía y aseguramiento de la prestación así lo permitan y en las condiciones previstas en las especificaciones de los planes de pensiones correspondientes. Esta movilización no modificará la modalidad y condiciones de cobro de las prestaciones.
Para los planes de pensiones de empresa el plazo de movilización es de 22 días hábiles.

## Fondos de pensiones, grandes inversores
Cuando se habla de "un fondo de pensiones" o "los fondos de pensiones", es habitual que se aluda a entidades financieras muy potentes, interconectadas con los bancos, y de gran influencia en los mercados, como el Fondo de Pensiones del Gobierno de Noruega. Para dar una idea, el Fondo de Pensiones del Gobierno de Japón tenía en 2021 unos activos de 1 719 987 millones de dólares norteamericanos. Estos fondos de pensiones reciben las cuotas de los cotizantes mientras trabajan y les pagan sus pensiones una vez se jubilan.